# Éthylotest
L'éthylotest , l'éthylomètre , ou alcootest dans le langage courant, est une technique d'évaluation de l'alcoolémie par mesure du taux d'alcool dans l'air expiré.
L'éthylotest a été inventé en 1954 par Robert F. Borkenstein.
Il existe deux types d'éthylotest : les éthylotests chimiques composés d'un réactif changeant de couleur selon le taux d'alcool dans l'air expiré, les plus courants nécessitant de souffler dans un ballon, et les éthylotests électroniques qui comportent une sonde sensible au taux d'alcool dans l'air expiré.
Leur fiabilité est régulièrement remise en question,. Leur température de stockage et d'utilisation doit être strictement comprise entre −10 °C et +40 °C,, ce qui semble difficile à respecter dans l'habitacle d'un véhicule stationnant à l'extérieur.

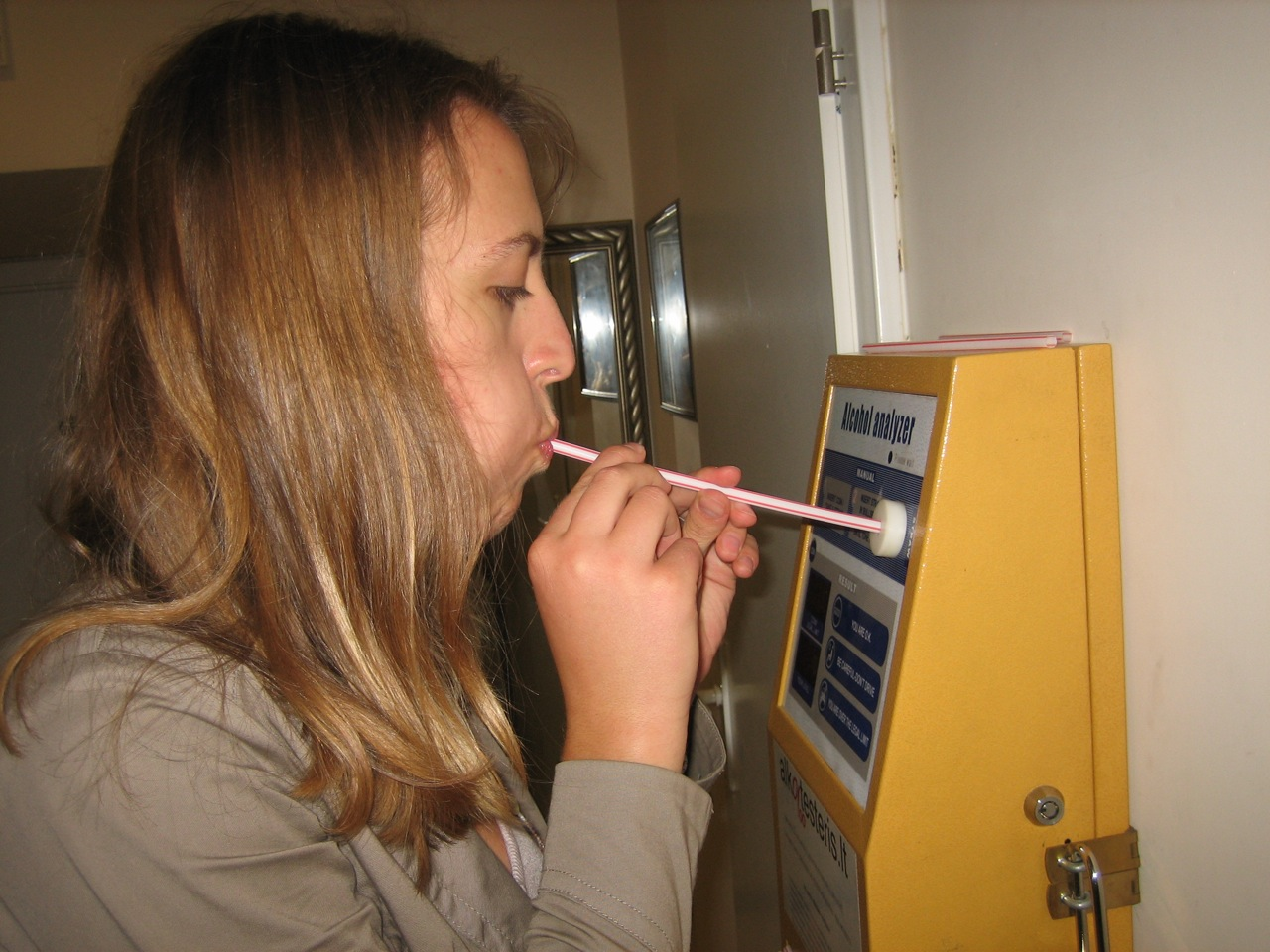
Un éthylomètre permet de mesurer le taux d'alcool dans l'air expiré.

## Principe de fonctionnement des éthylotests à usage unique (ballon)

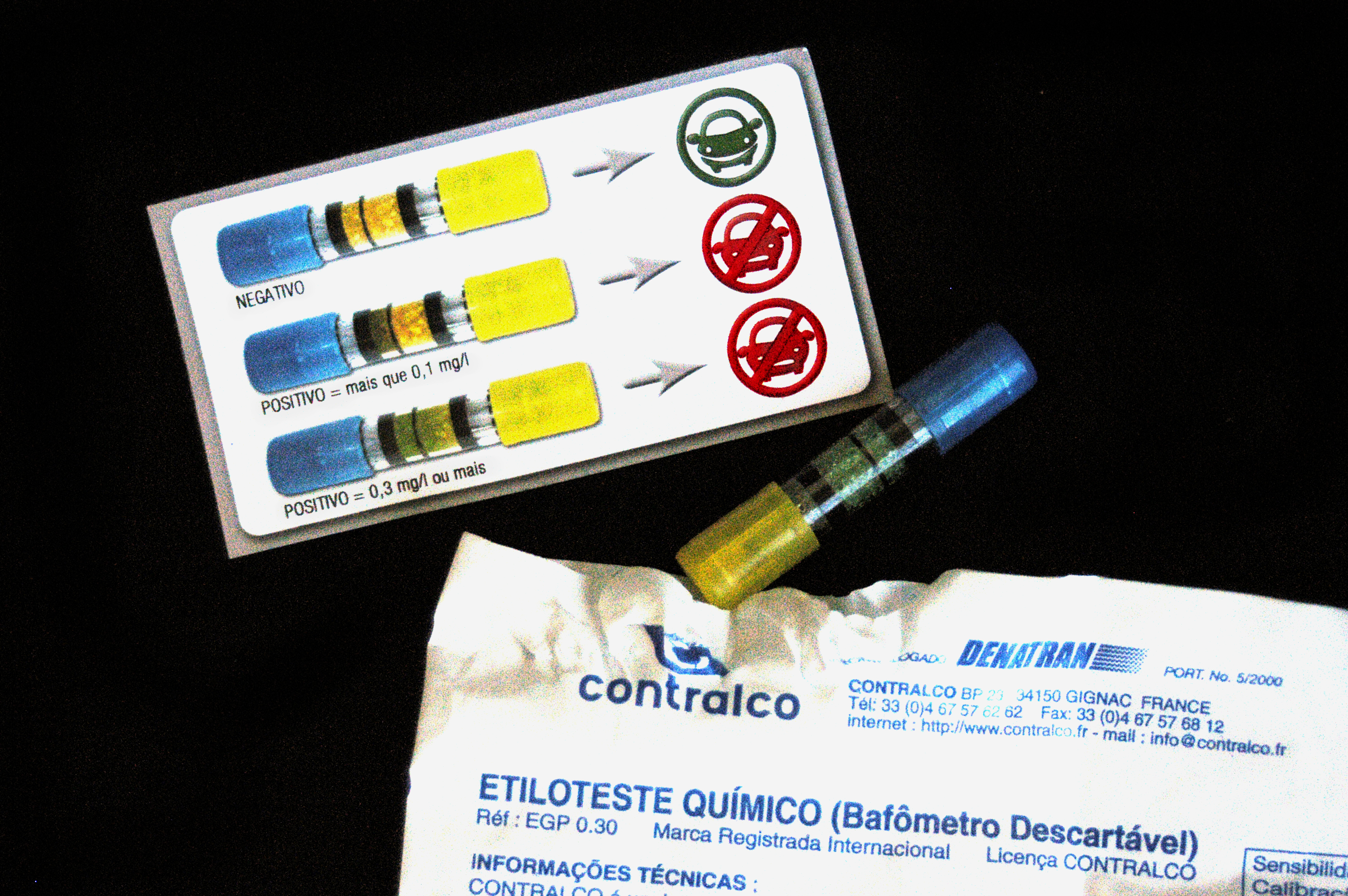
Éthylotests à usage unique

Chaque éthylotest de ce type est constitué d'une embouchure stérilisée, d'un tube de verre rempli de dichromate de potassium solide (K2Cr2O7) (oxydant coloré) acidifié et d'un ballon en plastique d'un litre. Lorsqu'une personne a consommé de l'alcool, de l'éthanol passe de son sang dans l'air de ses poumons. Si elle souffle dans un éthylotest, l'éthanol contenu dans son haleine sera oxydé en acide acétique par les ions dichromate, de couleur orange, qui se transformeront alors en ions chrome(III), de couleur verte, selon la réaction d'oxydoréduction exothermique suivante :
3 CH3CH2OH + 2 Cr2O72– + 16 H+ → 3 CH3COOH + 4 Cr3+ + 11 H2O.
Si la personne a consommé plus d'alcool que ce que la législation autorise ( à raison de 0.5 g/L, sachant que le taux d'éthanol est deux fois moins présent dans l'air que dans le sang, donc 0.25 mg/L d'air expiré)[pas clair] , des ions chrome(III) se formeront le long du tube de verre et la couleur verte atteindra le trait qui délimite la valeur à ne pas dépasser.
L'éthylotest électronique mesure le taux d'alcool contenu dans l'haleine humaine et affiche l'alcoolémie en g/l ou en ‰ (pour mille).
Le dichromate de potassium est fortement toxique, corrosif et cancérigène. Il est aussi dangereux pour l'environnement.
La fiabilité de certains modèles reste néanmoins médiocre.

## Invention
Les recherches concernant la possibilité de mesure de la quantité d'alcool présent dans le corps humain remontent à 1874, quand le médecin britannique Francis E. Anstie (en) a remarqué la présence d'alcool issue de la respiration.
Le premier instrument de mesure de l'alcool dans l'air expiré, appelé « Drunkometer », a été mis au point par Rolla N. Harger de l’Université de l'Indiana en 1938, mais n'était pas transportable facilement et son utilisation nécessitait la comparaison de la solution avec une échelle de référence.
Le premier éthylotest compact a été inventé en 1954 par un autre professeur de l'Université d’Indiana, Robert F. Borkenstein (en) (1912–2002). Il utilisait du  dichromate de potassium.

## Question du recyclage
Plusieurs de ses propriétés (toxicité, corrosivité et impact environnemental) font qu'un tel produit ne devrait pas être jeté dans des poubelles comme recommandé par les fabricants mais faire l'objet d'une politique de recyclage responsable. Notamment parce qu'il pourrait mettre en danger par les aérosols (corrosifs et toxiques) les employés des entreprises de traitements des déchets et à cause de la grande quantité de plastiques et de verre qu'introduit la nouvelle loi le rendant obligatoire.
Ceci est notamment signalé par plusieurs ONG.

## Éthylotest antidémarrage
Des éthylotests électroniques antidémarrage (EAD) peuvent être installés dans des véhicules afin d'empêcher un conducteur qui a bu de l'alcool de démarrer.
Les EAD permettent le démarrage du véhicule si le taux d'alcool est inférieur à 0,2 g/l de sang soit 0,10 mg/l d'air expiré. Si un conducteur refuse de se soumettre à une vérification du taux d'alcool ou s'il a conduit sous l'empire de l'alcool, il peut, entre autres, être interdit de conduire un véhicule non équipé d'EAD pendant 5 ans maximum.
En France, il est prévu qu'un automobiliste contrôlé avec un taux égal ou supérieur à 0,80 gramme par litre dans le sang, puisse se voir proposer par les forces de l'ordre de choisir entre la suspension provisoire de son permis ou l'acceptation de l'EAD.
En France, les EAD ne peuvent être installés que dans des garages agréés.

### Éthylotest antidémarrage aux États-Unis
En 2012, les 50 États des États-Unis ont des lois permettant l’imposition de dispositifs anti-allumage comme solutions de rechange pour les conducteurs alcoliques. On estime que les États-Unis pourraient sauver 800 vies par an si tous les conducteurs condamnés pour alcolisation étaient empêchés d’être impliqués dans un accident mortel. Le dispositif standard aux États-Unis se compose d’un embout buccal monté sur une unité de poche et d’un cordon qui se fixe au système d’allumage du véhicule et fonctionne sur la batterie. Le conducteur doit souffler dans l’embout buccal pour tester son taux d’alcool avant de démarrer la voiture. Les appareils doivent être installés par un centre de service certifié. Les appareils sont expédiés directement au centre de service admissible et ne sont jamais manipulés par le client. Les plus grands fournisseurs de périphériques de verrouillage d’allumage sont SkyFineUSA, Draeger, Smart Start, Guardian, Intoxalock et LifeSafer.

### Éthylotest antidémarrage dans l'Union européenne
En novembre 2019, le règlement UE UE 2019/2144 a décidé qu’à compter du 6 juillet 2022, les réceptions UE par type ne seront accordées qu’aux voitures, aux autobus, aux camionnettes, aux camions (catégorie CE M1, M2, M3, N1, N2, N3) avec une interface pour le raccordement des dispositifs anti-alcool selon la norme européenne EN 50436. Deux ans plus tard, à partir du 7 juillet 2024, tous les véhicules des catégories susmentionnées qui ont été autorisés dans l’UE devront être équipés d’une telle interface. Cette interface facilite et standardise le raccordement d’un appareil de contrôle de l’alcool dans les véhicules neufs. Toutefois, l’appareil de contrôle de l’alcool respiratoire proprement dit ne fait pas partie des dispositions.
En 2018, 700 EAD ont été installés.

## Utilisation et lois dans le monde

### Belgique
L’éthylotest est la technique légale d'évaluation de l'alcoolémie, notamment pour établir l'intoxication alcoolique dans le cadre d'accidents de la route. Les échantillons sont expertisés par une quarantaine de laboratoires agréés par les tribunaux de police. Une personne insatisfaite du résultat d'un alcootest peut demander une contre-expertise.
L'éthylotest est basé sur la méthode « Casier-Delaunois », devenue légale en 1959. Selon cette méthode, le taux d'éthanol est mesuré dès que possible après les faits, puis est ajusté pour tenir compte de l'élimination naturelle de l'alcool par le métabolisme, au rythme d'environ 0,15 g/l par heure.

### France
C'est la LOPPSI 2, mise en place par le gouvernement Fillon et votée courant mars 2011, qui a entrainé ces modifications au niveau de la prévention routière afin de réduire le nombre des accidents mortels dus à l'alcool au volant (presque 30 % des accidents). Le décret du 28 février 2012 énonce qu'à partir du 1er juillet 2012, tout conducteur d'un véhicule terrestre à moteur, à l'exception des cyclomoteurs, doit justifier de la possession d'un éthylotest non usagé disponible immédiatement (deux en pratique si le conducteur est consommateur d'alcool. Les véhicules équipés d'un éthylotest électronique antidémarrage sont dispensés de cette obligation. Le défaut de possession d'un éthylotest devait être sanctionné à partir du 1er novembre 2012 ; cependant, à la suite de la pénurie et des difficultés d'approvisionnement, le ministère de l'Intérieur a annoncé le report de quatre mois de cette mesure soit à partir du 1er mars 2013.
Pour être en règle avec ce décret, il est indispensable que l'éthylotest soit homologué selon la norme NFX 20.702 et NFX 20.704 pour les éthylotests électroniques. Du fait des doutes portant sur la fiabilité des résultats donnés par les éthylotests, cette mesure avait été reportée « sine die » le 24 janvier 2013 par le gouvernement français. Mais au vu de l'avis du Conseil national de la sécurité routière, l'obligation sans amende en cas de non-possession a été confirmée par un décret du 1er mars 2013 et par le décret 2015-775 du 29 juin 2015 pour la norme à appliquer.
Depuis le 22 mai 2020, il n'est plus obligatoire de posséder un éthylotest dans son véhicule.
PrixDe nombreuses arnaques existent avec des éthylotests à plus de 10 €. Le prix conseillé est de 1 € à 1,50 € (le prix sortie d'usine est de 0,50 € par unité). La loi précise que l'éthylotest doit porter le sigle « NF » ou être conforme à la norme NF et être non périmé, ce qui oblige à le changer au minimum tous les deux ans. Les éthylomètres et éthylotests électroniques doivent être contrôlés tous les ans.
QualitéLe 21 décembre 2012, la DGCCRF annonce qu'elle demande le retrait de 400 000 éthylotests du marché en raison de leur dangerosité.